# 广州和约
《广州和约》是鸦片战争中的一项休战协定。
1841年（道光二十一年）5月下旬，清靖逆将军奕山在广州与英军作战失利，向英军求和。27日双方缔结这项和约，主要内容是：:286-287
1. 奕山、隆文、楊芳在6天內率兵出城，退至廣州城外200里駐扎；
2. 7天內繳出贖城費600萬元；
3. 賠償商館被劫焚和先前林則徐誤燒西班牙船“米巴音奴”的損失；
4. 清方如期付款後，英軍退出虎門口外，并交还横档及江中所有其他各要塞；

奕山不敢如实向朝廷奏报这项和约，谎称英国人“向城作礼，乞还商欠”，结果得到道光帝“准令通商”的批谕。但此和約僅限廣東一省，新任駐華全權代表璞鼎查8月10日抵華，當天就向兩廣總督祁貢發出兩道照會，要求與中方全權大使根據《巴麥尊致中國宰相書》的內容展開停戰談判，談判結束前將持續北上進攻:329-330。但奕山等人向道光帝隱瞞實情，戰事再起。